# Белведере на Пфингстберг
Белведере на Пфингстберг (на немски: Belvedere auf dem Pfingstberg) е дворец в град Потсдам, принадлежащ към ансамбъла от Потсдамски дворци и градини – част от световното културно наследство под опеката на ЮНЕСКО. Дворецът е от тип „белведере“ (от италиански: belvedere – в превод: „хубава гледка“) и е разположен на хълма Белведере, на което се дължи и наименованието му.
Дворецът се намира северозападно от Новата градина, двореца Цецилиенхоф и Мраморния дворец, както и в близост до руската колония Александровка. Разположен е на хълма Пфингстберг (76 m н. в.) – най-високото възвишение в частта на Потсдам, западно от река Хафел.
Белведере на Пфингстберг е построен при управлението на крал Фридрих Вилхелм IV като дворец за наслада на красивата гледка отвисоко. По първоначални планове е трябвало да бъде значително по-обширен, но поради финансови затруднения и промяна в приоритетите (започване на строежа на Оранжерийния дворец), Белведере остава във вида си, който е запазил до днес.
Дворецът с прословутите си две кули, изграден по обрезци от италианския Ренесанс, преминава през два етапа на строителство, първият от които е от 1847 до 1852 г., а вторият следва след дълго прекъсване от 1860 до 1863 г. На архитектите Лудвиг Персиус, Фридрих Август Щюлер и Лудвиг Фердинанд Хесе е възложено да извършат строителството въз основа на проектните чертежи на краля. Ландшафтният архитект Петер Йозеф Лене отговаря за планирането на градинските/парковите съоръжения на открито.
Белведере на Пфингстберг е единственият паметник в ансамбъла на световното наследство на Потсдам, който се стопанисва от частно сдружение, основано по времето на ГДР с цел да запази рушащата се тогава сграда.

## История на сградата
Още десетилетия по-рано, през 1793 г., Фридрих Вилхелм II обмислял изграждането на едно белведере на този хълм, който по това време се наричал Юденберг (в превод: Еврейски хълм). Намеренията на краля да строи на това място дворец станали обаче известни сред населението и накарали цените на имотите да скочат толкова много, че проектът така и не се осъществил. Чертежите на „готическа кула заедно с прилежаща готическа зала“ от ръката на майстор-строителя Михаел Филип Даниел Буман младши не са реализирани.
Желанието да има едно белведере на това място отново се съживява по времето на „романтика седящ на трона“ – крал Фридрих Вилхелм IV. Ареалът междувременно вече принадлежал на кралското семейство чрез покупка от 1817 г., така че ония препятствия от времето на крал Вилхелм II вече били отстранени. През същата година хълмът „Юденберг“ (в превод: Еврейски хълм) е преименуван на „Пфингстберг“ (в превод: Петдесетнически хълм).
Художествено надаренкят Фридрих Вилхелм IV изготвя свои собствени скици, които обаче постоянно изменя. Като образци му служат италиански вили от епохата на Ренесанса. Окончателно вдъхновение кралят черпи от казиното на Палацо Фарнезе в Капрарола, северно от Рим, построен около 1585 г., който кралят посещава на 33-годишна възраст при първото си пътуване до Италия. Кралят копира комплекса почти изцяло и му добавя две внушителни кули на заден план. В крайна сметка обаче единствено кулите се реализират. Архитекти му – Лудвиг Персиус, Фридрих Август Щюлер и Лудвиг Фердинанд Хесе – са отговорни за изготвянето на строителните планове и изграждането на сградата.

Първата фаза на строителството продължава от 1847 до 1852 г. Изграденият до този момент комплекс има почти квадратен план. Задна стена е с две 25-метрови кули, срещулежащате ѝ предна страна представлява външно стълбище, а останалите две странични стени са овенчани с колонади; тия четири страни затварят пространството и образуват един голям вътрешен двор с воден басейн в центъра му. Водният басейн и до ден днешен се захранва от помпената станция на мандрата в Новата градина (намираща се на брега на езерото Юнгфернзе). Поради своето разположение на голяма височина, басейнът служи като резервоар с голямо налягане, задействащ фонтаните в Новата градина, намиращи се в подножието му.
- Вътрешният двор на двореца
- Водният басейн във вътрешния двор
- Източната кула с колонадите
- Западната колонада

Двукрилно стълбище води от вътрешния двор към панорамната тераса, разположена точно над портата, а от там пък към западната и източната колонада, чрез които се стига до двете кули. Във всяка от кулите е създадена една пищно декорирана стая: в източната кула тя се нарича „Маврийски кабинет“ (по образец на „стаята на Роже“ (на италиански: Stanza di Ruggero“) в Палацо Нормани в Палермо) с пъстри, глазирани и частично позлатени плочки по стените и мраморен под; в западната кула стаята се нарича „Римски кабинет“ – декориран с мотиви от Помпей, Херкулан и Стабии: гении, лебеди, крилати лъвове, портики и разни други фигури на червен фон. Двата кабинета са свързани помежду си чрез аркада. В западната кула има чугунена вита стълба, която води от римския кабинет до по-горния етаж над аркадата, а от там до площадката с „хубавата гледка“ върху покрива на кулата. В източната кула също има вита стълба, която се намира на аркадния етаж над Маврийския кабинет, и от там стига до площадката с „хубавата гледка“ върху покрива на кулата.
- Вити чугунени стълби в Римския кабинет
- Римският кабинет
- Мавритански кабинет

Поради финансови затруднения по-нататъшното строителство на двореца „Белведере“ е преустановено през 1852 г. в полза на Оранжерийния дворец, чийто строеж е започнал през 1851 г. Изпълнението на проекта „Белведере“ трябвало да бъде възобновено след завършването на Оранжерийния дворец. Тия намерения обаче така и не се осъществяват, понеже кралят претърпява няколко инсулта, вследствие на които преотстъпва регентството на брат си Вилхелм I през 1858 г., и умира през 1861 г. Новият царуващ Вилхелм I разпорежда строежът по сградата да бъде завършен по-срочно и по-скромно, просто с едно фоайе, което свързва двете крила на сградата. През 1863 г. строителните работати са завършени.
Не са реализирани множество елемента от първоначалния проект, сред които: двуетажното казино в непосредствена близост до днешния вход, двукрилно подковообразно стълбище с фонтан посредата, отвеждащо от терасата на казиното надолу, както и широка пешеходна пътека, спускаща се оттам надолу. Пешеходната пътека трябвалло да бъде разделена с водно стълбище посредата на две ивици, а краят ѝ трябвало да бъде оформен с два павилиона. Тази планове са документирани на акварел от архитекта Фердинанд фон Арним от 1856 г.
Ако проектът беше осъществен в този си първоначално планиран мащаб, „Храмът на Помона“ – първата сграда на Шинкел, издигната през 1800 г. – в подножието на двореца Белведере, щеше да се наложи да се разруши. Храмът обаче е ценен и умело прикрива така и незавършените планове на градината от ландшафтния архитект Лене.
Петер Йозеф Лене също е трябвал да се адаптира към новите обстоятелства и да направи промени в първоначалното планиране на градината си. Две сгради – дворецът Белведере и Храмът на Помона – трябвало да бъдат свързани чрез градинска архитектура, но без да се създава някаква визуална връзка помежду им. Външното открито пространство около двореца било окончателно оформено като полукръгла озеленена аркада. Зад нея, в посока по надолнището на хълма, се разкрива теренът около Храма на Помона. Голямата кръгла поляна около храма някога преди е била богато украсена с цветя.
- Градината пред двореца и Храмът на Помона на заден план
- Озеленена аркада
- Храмът на Помона

## Белведере след 1945 г.
Щетите от влага, които са се проявили малко след завършването на строежа, са изисквали постоянна поддръжка на сградата, която обаче в дните на Втората световна война не е могла да бъде осигурена. Окончателният упадък на сградата започва след края на войната, когато съветски военни се установяват в богатия квартал с красиви вили в района между хълма Пфингстберг и Новата Градина през 1950-те години, а достъпът на обикновени граждани е строго забранен. В този район се настаняват Централата на Съветското военно контраразознаване в Източна Германия и Военният затвор на КГБ „Лайстиковщрасе“, а района е отцепен и обособен като „Военен град № 7“ със собствена инфраструктура, болница, заведения, кино и др., като в него не се допускат обикновени хора; живеят само военни и техните семейства. След построяването на Берлинската стената през 1961 г., разделяща Потсдам (в Източна Германия) и Западен Берлин, дворецът Белведере е окончателно затворен, за да не е възможно от кулите му граждани да видят граничните съоръжения в посока Западен Берлин и по този начин да се възпрепятства плануване, къде е най-удобно да се прекоси границата за бягство в Западен Берлин.
През 1987 г. група млади хора от Потсдам се събират и си поставят за цел да „пробудят“ порутената и обрасла сграда от нейния десетилетен сън и да възстановят околния исторически пейзаж на градината на хълма Пфингстберг. През 1988 г. те основават „Работна група Пфингстберг“ под егидата на Културната асоциация на ГДР. Важен момент е организирането на „Фестивал на хълма Пфингстберг“ на 10-ти юни 1989 г., когато множество творци изнасят представления и хиляди потсдамци посещават сградата за първи път. През 1990 г. работната група е преименувана на „Сдружение за подпомагане на хълма Пфингстберг“. Сдружението и до днес стопанисва културния паметник.
Благодарение на отпуснати субсидии и щедри дарения от частни спонсори и фондации, по-специално даренията в размер на милиони евро от фондация „Херман Ремтсма“ и от собственика на голямата немска компания за пазаруване по каталог и доставки на адрес – д-р Вернер Ото, възстановяването на двореца Белведере е станало възможно. Дворцово-парковият ансамбъл „Пфингстберг“ е под управлението на Фондация „Пруски дворци и градини Берлин-Бранденбург“ и през 1999 г. е включен в Списъка на световното наследство на ЮНЕСКО. На приземния етаж под северната аркада се представя на посетители постоянна изложба за историята на Белведере.

Днес в двореца се състоят различни културни мероприятия – концерти, театрални постановки на открито, литературни четения и др, а също така дворецът може да бъде нает за провеждането на фирмени мероприятия или сватби.